# Historia fotografii
Fotografia (gr. φως, phōs, D. phōtós – światło; gráphō – piszę, graphein – rysować, pisać; rysowanie za pomocą światła) – zbiór wielu różnych technik, których celem jest zarejestrowanie trwałego, pojedynczego obrazu za pomocą światła. Potoczne znaczenie zakłada wykorzystanie układu optycznego, choć nie jest to konieczne np. przy rayografii.

## Początki
Fotografia jest rezultatem łączenia różnych wynalazków w jedną całość. Na długo przed pierwszą trwałą fotografią Ibn al-Hajsam (965–1040) opisał camera obscura, Albert Wielki (ur. 1193/1205 w Lauingen (Szwabia), zm. 15 listopada 1280 w Kolonii) odkrył azotan srebra, natomiast Georges Fabricius (1516-1571) wynalazł chlorek srebra. Daniel Barbaro opisał przysłonę w 1568 roku. Wilhelm Homberg w roku 1694 opisał jak światło przyciemnia niektóre chemikalia (efekt fotochemiczny).

## Rozwój fotografii tradycyjnej (chemicznej)

### Proces monochromatyczny

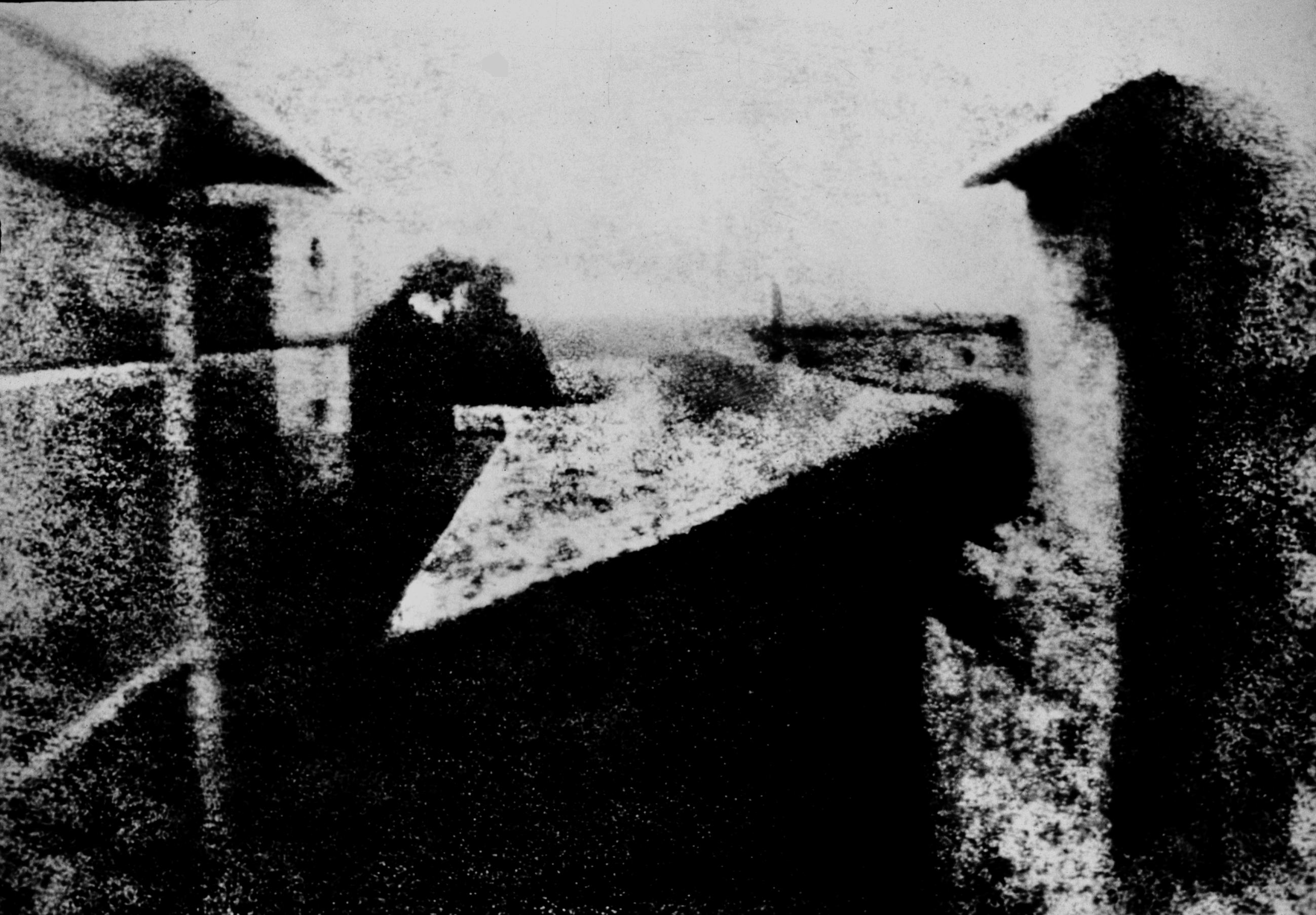
Widok z okna w Le Gras (1826) – pierwsza udana, trwała fotografia wykonana przez Nicéphore'a Niépce'a w 1826

Pierwszą trwałą fotografią był obraz wyprodukowany w 1826 lub 1827 roku przez Josepha-Nicéphore'a Niépce'a, francuskiego wynalazcę. Obraz powstał na wypolerowanej cynkowej płytce pokrytej asfaltem syryjskim. Produkcja tego zdjęcia wymagała przynajmniej ośmiogodzinnej ekspozycji w słoneczny dzień (przy próbach odtworzenia eksperymentu uzyskiwano zwykle czasy rzędu kilkunastu godzin, a w ekstremalnych przypadkach nawet 40–60 godzin).
Bitum twardnieje pod wpływem ekspozycji na światło. Nieutwardzony materiał może być zmyty olejkiem lawendowym, otrzymany w ten sposób negatyw można pokryć farbą litograficzną i odcisnąć na papierze tworząc druk. Później Niépce eksperymentował ze związkami srebra, bazując na odkryciu Johanna Heinrich Schultza z 1724 roku. Odkrycie to polegało na tym, że chlorek srebra zmieszany z kredą ciemnieje po wystawieniu na działanie światła.
Joseph-Nicéphore Niépce wraz z Louisem Jacques'em Daguerre'em udoskonalili proces fotochemiczny z udziałem srebra. Niépce zmarł w 1833 roku na apopleksję, a swoje notatki zostawił Jacques'owi Daguerre'owi. Nie posiadając naukowego wykształcenia Daguerre dokonał dwóch zasadniczych odkryć. Mianowicie odkrył, że wystawiając najpierw srebro na działanie par jodu przed ekspozycją, a następnie po zrobieniu zdjęcia na opary rtęci, mógł uzyskać obraz utajony. Obraz utajony to inaczej mówiąc negatyw, ale jeszcze przed wywołaniem. Natomiast utrwalenie wywołanego obrazu uzyskał poprzez kąpiel w roztworze soli kuchennej.
7 stycznia 1839 roku Louis Jacques Daguerre ogłosił, że używając srebra i miedzianej płytki wynalazł proces zwany dagerotypem. Podobny proces jest nadal używany w aparatach Polaroid. Rząd francuski natychmiast wykupił patent i uczynił z niego własność publiczną. 25 stycznia 1839 roku  William Fox Talbot zaprezentował proces zwany kalotypem. Pokrył on kartkę papieru chlorkiem srebra, żeby uzyskać natychmiastowy negatyw. George Eastman udoskonalił ten proces, który obecnie jest główną technologią wytwarzania filmów fotograficznych. W 1851 roku Frederick Scott Archer wynalazł proces kolodionowy.

#### Upowszechnienie

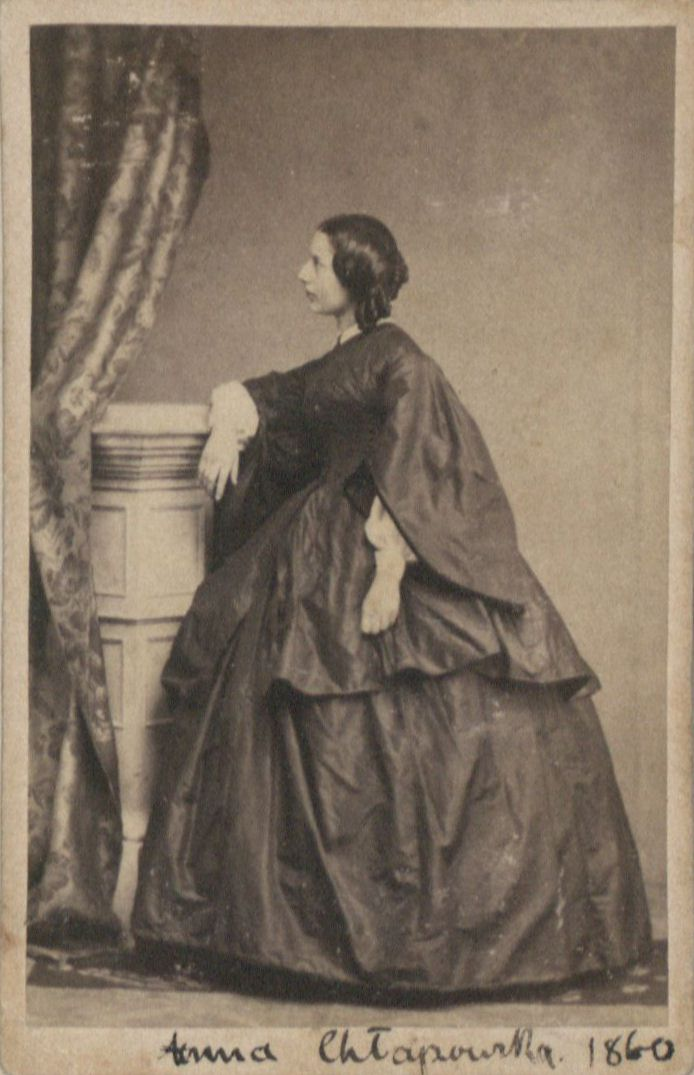
Anna z Chłapowskich Kazimierzowa Chłapowska 1860 r. (miejsce przechowywania: Archiwum Państwowe w Poznaniu)

Podczas rewolucji przemysłowej dagerotyp stał się popularnym sposobem robienia fotografii portretowej w klasach średnich. Dagerotypista Augustus Washington brał od 50 centów do 10 dolarów za odbitkę. Jednakże odbitki dagerotypowe były bardzo delikatne i nie umożliwiały kopiowania (powielania). Toteż fotografowie naciskali na chemików by ci udoskonalili proces wykonywania odbitek na większą skalę i obniżyli jego koszty. To z kolei przywiodło ich do procesu kalotypii stworzonego przez Williama Talbota.
Nowoczesny proces fotograficzny powstał w ciągu pierwszych dwudziestu lat poprzez udoskonalanie i ulepszanie znanych wcześniej procesów.
W 1884 roku George Eastman wynalazł suchy żel, który nakładał na papier lub film, dzięki temu fotografowie nie musieli nosić już fotograficznych płytek i innych ciężkich chemikaliów. W czerwcu 1888 roku aparat Kodak Eastmana wszedł na rynek ze sloganem reklamowym: „You press the button, we do the rest” (pol. Ty naciskasz guzik, my robimy resztę). Rok 1901 był rokiem, kiedy fotografia zaczęła być dostępna dla amatorów, a w całym XX wieku fotografia rozwinęła się bardzo szybko jako usługa komercyjna.

### Film kolorowy

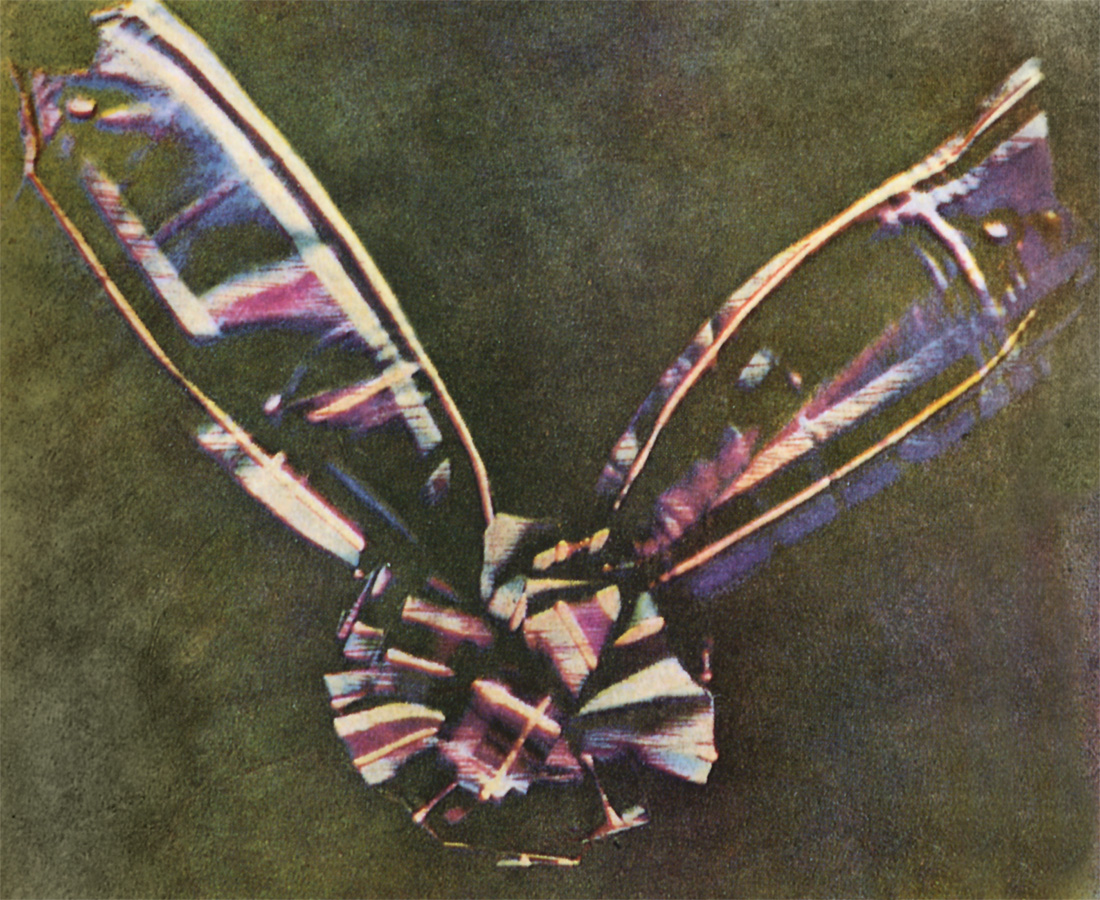
Pierwsza kolorowa fotografia, Maxwell, 1861

Mimo iż fotografia barwna była rozwijana w wieku XIX, to jednak początkowe eksperymenty nie zdołały zapobiec blednięciu kolorów. Do około lat 70. XIX wieku dostępne emulsje nie były „wrażliwe” na światło zielone i czerwone. Pierwsze trwałe zdjęcie kolorowe zostało zrobione w 1861 roku przez szkockiego fizyka Jamesa Clerka Maxwella. Kilka nadających się do patentu sposobów produkcji zdjęć zostało stworzonych w 1862 roku przez dwóch francuskich wynalazców, pracujących oddzielnie – Louisa Ducosa du Hauron oraz Charlesa Crosa. Praktyczne metody na uczulenie halogenków srebra na zielone i później pomarańczowe światło zostały wynalezione w 1873 i 1884 roku przez Hermana Vogela (pełna czułość filmu na barwę czerwoną nie została odkryta do wczesnych lat XX wieku).
W pełni kolorowa płytka zwana autochromem została wprowadzona na rynek po 1907 roku. W autochromie szklana płytka pokryta była barwną mozaiką (swego rodzaju rastrem) mikroskopijnych ziarenek skrobi ziemniaczanej w kolorach czerwonym, zielonym i niebieskim, a całość pokryta była emulsją panchromatyczną do fotografii czarno-białej. Podczas ekspozycji światło przenikało przez różnokolorowe ziarenka, a po wywołaniu do pozytywu powstawał barwny obraz w naturalnych kolorach. Wadą tego rozwiązania była konieczność stosunkowo długiego czasu naświetlania płyt autochromowych oraz mała czułość i duże ziarno. Wierność oddawania barw i trwałość była problematyczna. Wszelkie wady wyeliminowano w 1935 kiedy wynaleziono w USA kolorowy film fotograficzny Kodak Kodachrome idealnie odzwierciedlający kolory otoczenia, trwały i zapewniający doskonałą ostrość obrazu. Siergiej Prokudin-Gorski wynalazł natomiast inny system fotografii kolorowej polegający na trzech oddzielnych monochromatycznych naświetleniach nieruchomych scen poprzez czerwony, zielony i niebieski filtr. Podobny pomysł był wykorzystany w kamerze Bermpohla, która zaopatrzona w układ filtrów i zwierciadeł półprzepuszczalnych pozwalała na jednoczesne naświetlenie trzech negatywów, dla trzech barw podstawowych. Ten system podziału został też zastosowany w kamerach filmowych systemu Technicolor z lat trzydziestych XX w. Obecnie także istnieją profesjonalne kamery, w których obraz rejestrowany jest na podobnej zasadzie.

## Rozwój fotografii cyfrowej
Głównym elementem pozwalającym na rejestrowanie obrazu w postaci cyfrowej jest matryca światłoczuła. Tego typu matryce są w ogólności produkowane w dwóch odmiennych technologiach jako matryce CCD i matryce CMOS.
Matryca CCD została wynaleziona w 1969 roku przez Willarda Boyla i George'a E. Smitha w Bell Telephone Laboratories. Laboratorium pracowało nad telefonem z aparatem i nad pamięcią półprzewodnikową. Łącząc te dwie inicjatywy Boyle i Smith doszli do wynalazku zwanego „Charge "Bubble" Devices”. Kwintesencją jego była możliwość przesyłania ładunku po powierzchni półprzewodnika. Pierwsza profesjonalna, kolorowa fotografia cyfrowa została wykonana przez Brytyjczyka Michaela Tompsetta w 1972 roku.